# Систанский народ
Систанский народ (перс. مردم سیستانی; также известны как Систани и Систан) — Это люди иранского происхождения. проживающая преимущественно в провинции (остане) Систан и Белуджистан. Зона компактного проживания располагается в северной части провинции, граничащей с Афганистаном. Крупнейшее поселение — город Заболь. Систанийские персы говорят на диалекте персидского языка, известного как систани, который является промежуточным вариантом между фарси и афганском дари.

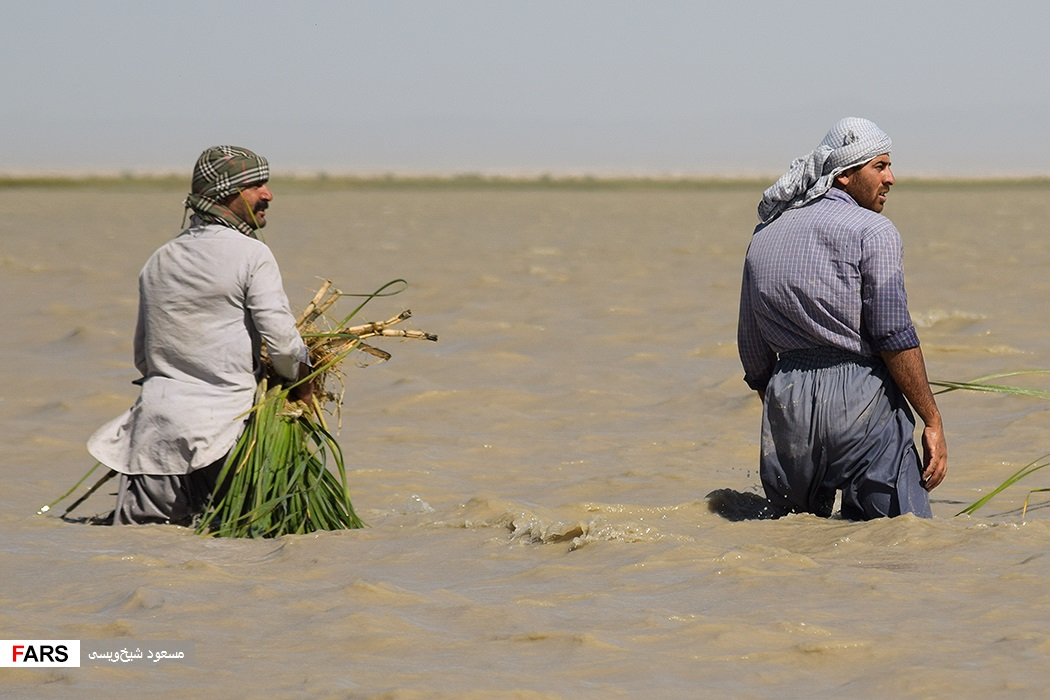
Систанийские персы у озера Хамун

В расовом отношении Роулинсон считает систани, наряду с джамшидисами Герата, чистым примером арийской расы.
Систаны входят в число выживших среди скифских народов.Скифы были последней группой ариев, вошедшей в Иран в 128 г. до н. э. 

## Этимология
Систани получили свое название от Секастана («Земля саков»). Саки были племенем скифов, мигрировавших на Иранское плато.[Необходима ссылка] Древнее древнее персидское название региона – до сакского господства – было Заранка или Дрангиана («водная земля»).
Эта старая форма это корень названия.Зарандж также является столицей провинции Нимроз в Афганистане. 
В «Шахнаме» Систан также упоминается как Забулестан, который расположен в честь региона на востоке сегодняшнего Афганистана. В саге о Фирдоуси Забулистан представлен как место рождения легендарного иранского героя Ростама.

## язык
Жители Систани говорят на диалекте Систани, который является одним из диалектов персидского языка. С одной стороны, этот диалект имеет наибольшее лексическое и грамматическое родство с существующими и прошлыми хорасани и, кроме того, с мертвыми диалектами Мавра ан-Нахри и таджикского сегодня.
Лексикографы упомянули диалект Систани как один из четырех заброшенных персидских диалектов. Абу Рихан аль-Бируни в «Аль-Саидна», некоторые слова из старого систанского языка.
Многие слова Систани не сильно изменились с тех пор, как тысяча лет назад.  Хотя исходный язык, которым, вероятно, является сегзи, вымер, и остался только его диалект.

## платье Систани
Одежда Систани — это традиционная местная одежда жителей Систана, основанная на культуре, географии и тысячелетнем сосуществовании с природой в прошлом и настоящем.

### Мужская одежда

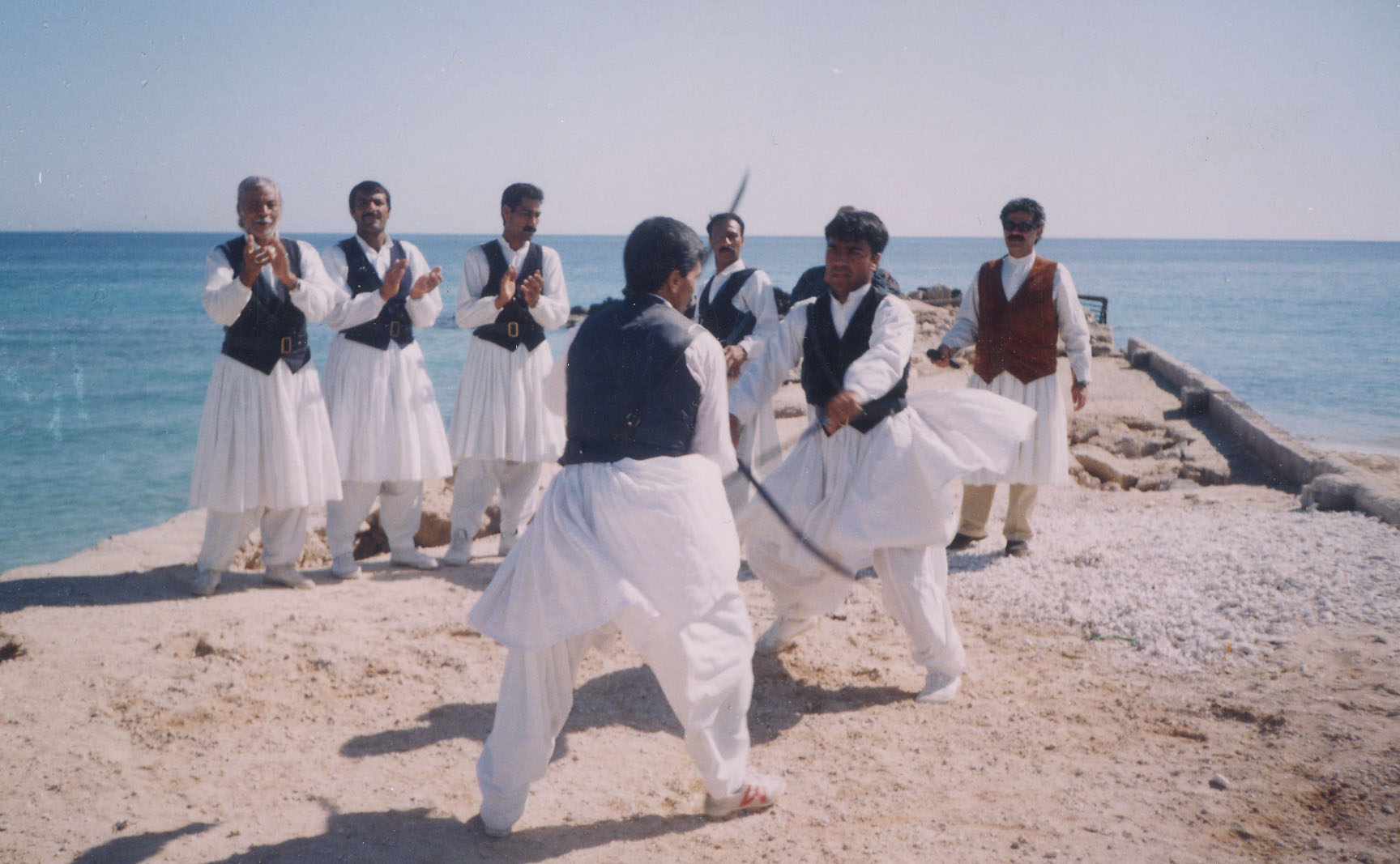
Мужская одежда Систани во время танца с мечами

Мужская одежда Систан в основном включает носовой платок, кепку, рубашку и брюки.
Дастар называется «Ленготе» на местном диалекте, который в основном белого цвета. Мужские рубашки длинные и доходят до колен. Эти рубашки используются в трех моделях: плиссированных, сари и рваных. Обычно, независимо от формы рубашки, брюки также бывают однотонными или плиссированными. Шелковая вышивка делается на одежде богатых людей.
На местном диалекте Систана брюки называются «Тамо» или «Тумон», рубашки называются «Пенр», а потрескавшийся тип называется «Чел Триз», что означает от нижней части. Петля рукава состоит не менее чем из 34 щелей. Кроме того, мужчины Систани носят поверх рубашки жилет, который называется «Джалезка».

### Женская одежда
Женская одежда Систани также проста и разнообразна. Женская одежда длинная и свободная, как мужская. Помимо своей традиционной и повседневной одежды, женщины Систани также готовят одежду для праздников и торжеств. Одной из особенностей повседневной женской одежды Систани является вид рукоделия, используемого на воротнике и манжетах платья, который на местном диалекте называется сиах дози. Этот наряд состоит из рубашки и свободных брюк. Длина рубашки ниже колена, со складками на талии.
Они также носят прямоугольный головной платок. Одежда для торжеств и радостных событий, состоящая из брюк плиссе, рубашки длиной до колена с двумя разрезами с обеих сторон. Они также носят плиссированную юбку длиной до колен, которая называется Тему. Ширина юбки достигает 9 метров. Ручка, использованная в этом платье, представляет собой три ушка. Пример этого платья также можно увидеть в традиционной одежде хорасанских женщин. Также в состав местной женской одежды Систани входят двугорлая рубаха, таджикская рубаха, кружево и чадра.

## Социально-демографические характеристики
Большинство систани придерживаются шиизма.. По неподтверждённым сведениям, доля систани в провинции Белуджистан и Систан может доходить до 40 % и даже 50 %  Следовательно,  В последние десятилетия отмечается миграция систани в Тегеран и Голестан.
Генетические исследования показывают, что систани имеют общий генофонд с персами из провинций Йезд и Фарс.
У детей-систани, живущих в сельской местности, недоедание наблюдается чаще, чем среди других групп, населяющих Иран.

## Прочее
В поэме Шахнаме Систан упомянут как Забулистан (или Заболистан). Согласно Фирдоуси, из этих земель происходит мифический герой Рустам (или Ростам).
В книге Авеста Систан является одиннадцатой землей, созданной Ахурамаздой.
Систан имеет богатое культурное наследие. Известны систанская музыка и танец с мечами.
Прапрадед известного иранского аятоллы Али аль-Систани, Сайид Мохаммад, был в числе тех, кто в эпоху Сефевидов внёс свой вклад в духовное развитие Систана.